# Pierre Mignard
Pierre Mignard, detto Le Romain per distinguerlo dal fratello Nicolas (Troyes, 17 novembre 1612 – Parigi, 30 maggio 1695), è stato un pittore francese del XVII secolo.

## Biografia
Nacque a Troyes da una famiglia di artisti. Nel 1630 lasciò lo studio di Simon Vouet per l'Italia, dove trascorse ventidue anni e dove si creò una notevole reputazione, tanto da essere chiamato alla corte di Parigi. Successivamente, con il suo ritratto del re e la sua entrata definitiva nella corte, Mignard si contrappose a Charles Le Brun, rifiutandosi di entrare a far parte dell'Accademia di cui questi era a capo, e ponendosi personalmente come autorità alternativa.

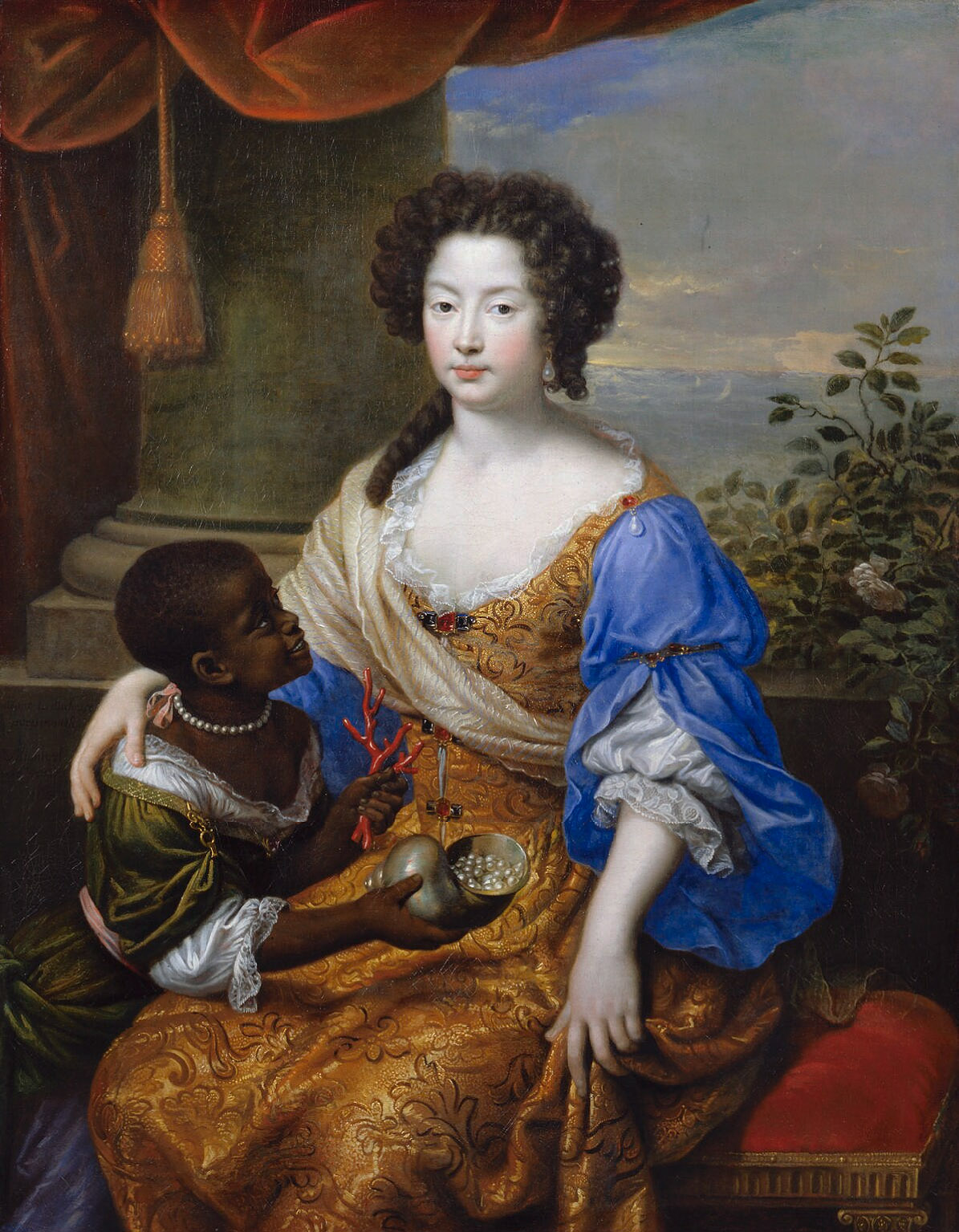
Ritratto di Louise de Kérouaille, Duchessa di Portsmouth.

Allontanatosi dalla corte a causa di queste controversie, Mignard si dedicò alla decorazione della cupola della chiesa del Val-de-Grâce  (1664). Eseguì inoltre una lunga serie di lavori e di opere pubbliche, il controllo delle quali era però affidato all'Accademia. Il che non impedì comunque a Mignard di distinguersi come il caposcuola della ritrattistica barocca francese.
Personaggi illustri come Henri de Turenne, Molière, Jacques Bossuet, M.me de Maintenon, la Marchesa de La Vallière, la Marchesa di Sévigné, la Marchesa di Montespan, Cartesio, così come tutte le donne più belle e le persone più importanti, si rivolsero a lui per un ritratto. Tra i suoi allievi si può menzionare Jacques-Philippe Ferrand. La sua bravura e la sua abilità pittorica, accompagnate da un istinto di grazia di composizione, furono la sua vera forza.
Aderì al genere pittorico Vanitas e dipinse postumo il ritratto della figlia di Luigi XIV, Luisa Maria Anna di Borbone deceduta nel 1681.
Con la morte di Le Brun nel 1690, la situazione cambiò. Mignard riuscì a scardinare i piani dei suoi avversari ed a tornare a corte con tutti gli onori che non aveva ricevuto in precedenza. Morì però nel 1695, quando stava per iniziare i lavori alla cupola della cappella dell'Hôtel des Invalides. Le sue opere sono oggi conservate in importanti musei del mondo, tra cui quello della prestigiosa reggia di Versailles. Pierre Mignard non va confuso con il nipote Pierre (1640-1725), detto solitamente "Pierre II" o "Le Chevalier".

## Opere

Monografia Pierre Mignard
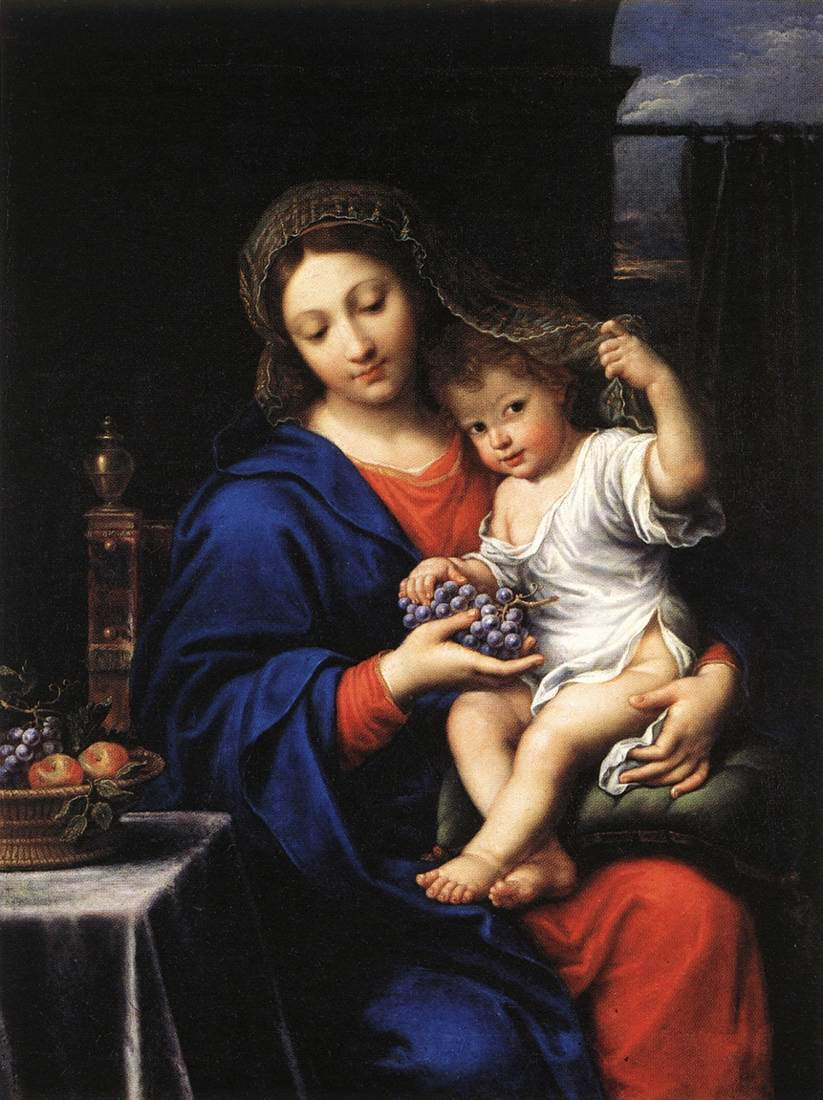
La Vergine con l'uva
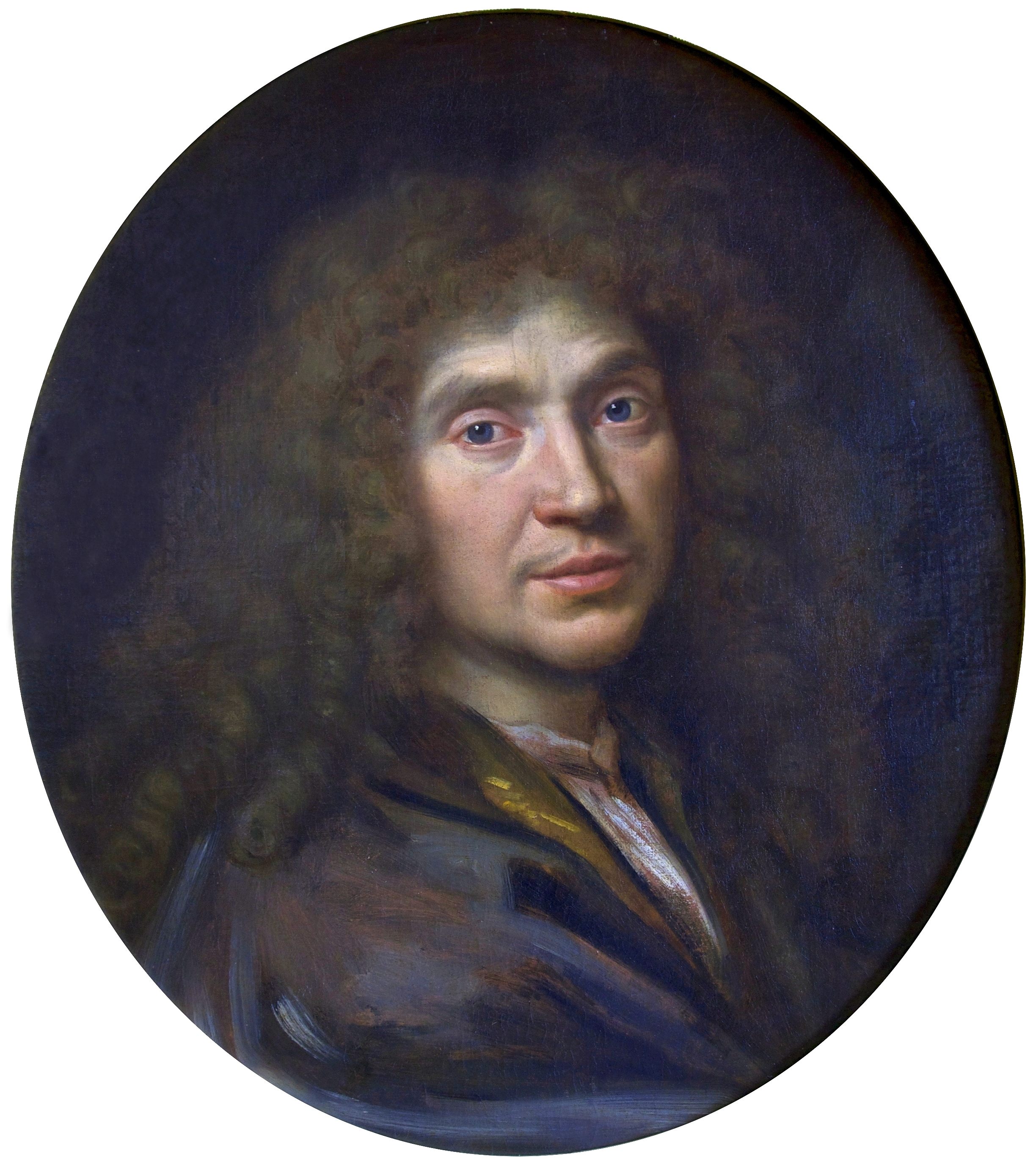
Molière, Chantilly
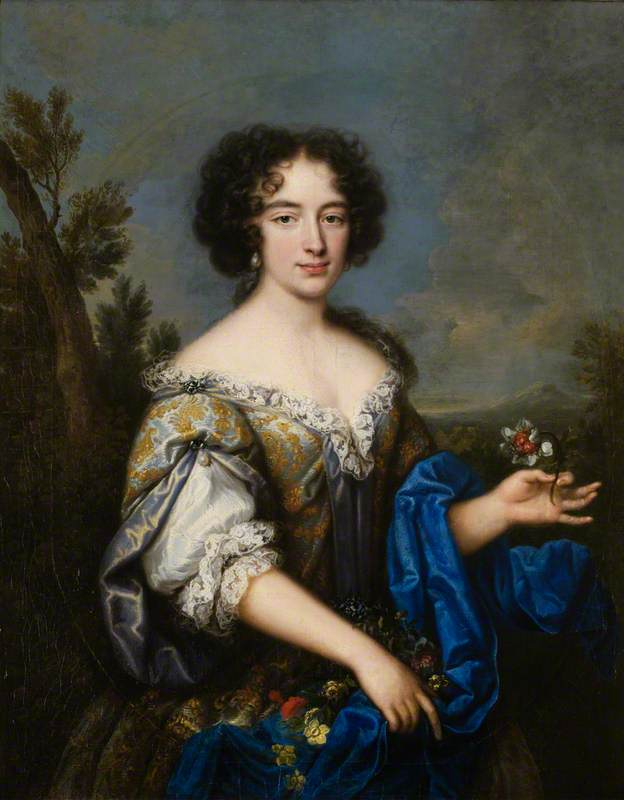
La Duchessa de Vallière
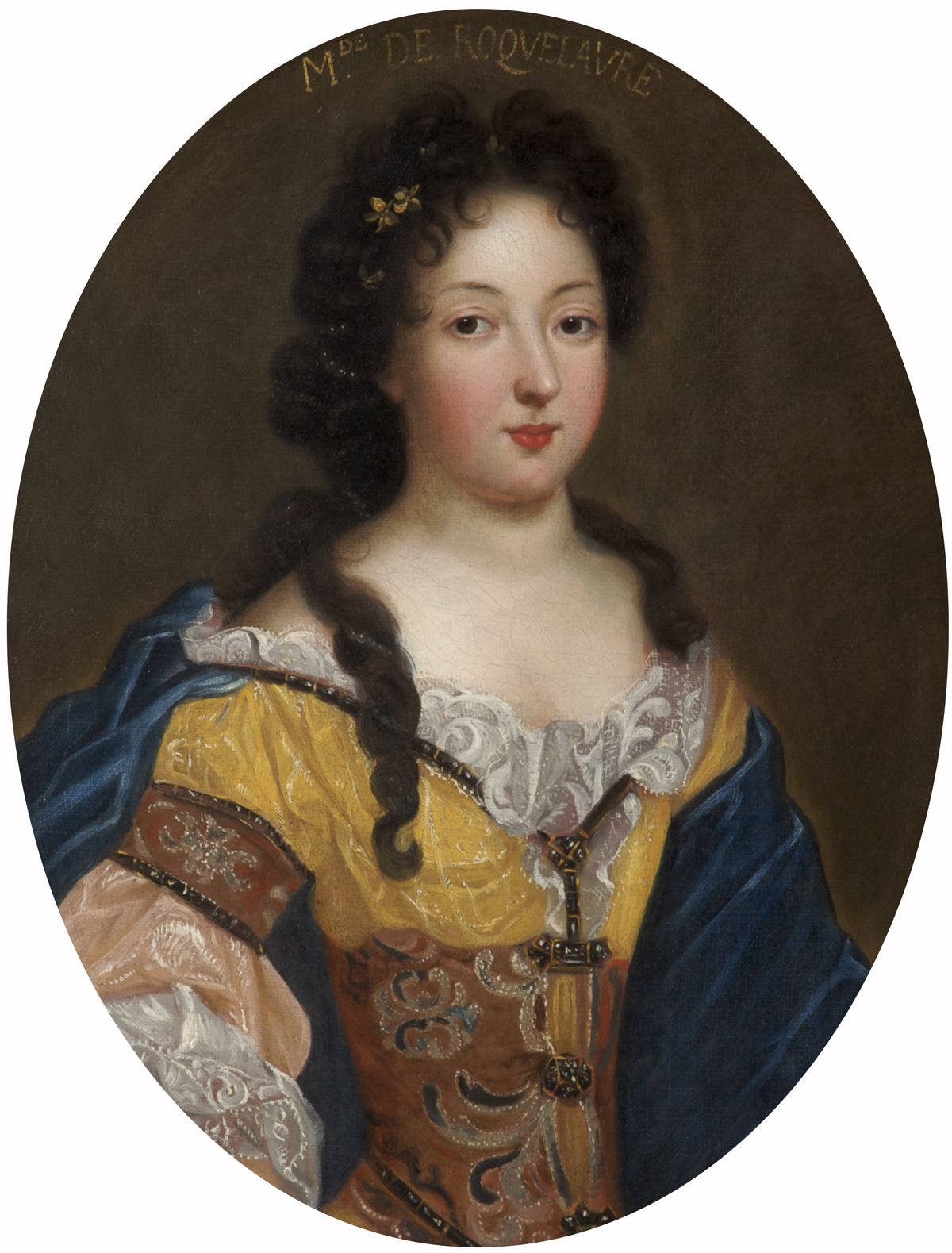
Mademoiselle de Roq
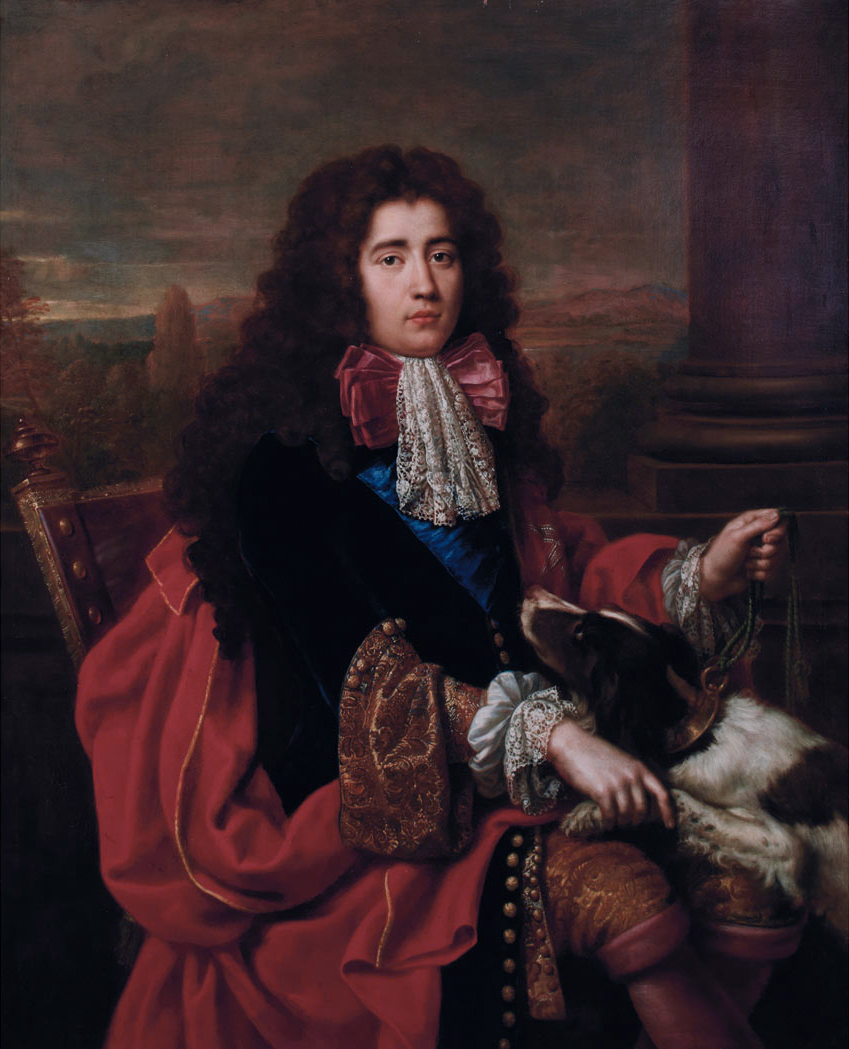
Louis Marie françois Le Tellier

### In patria
(elenco non completo)

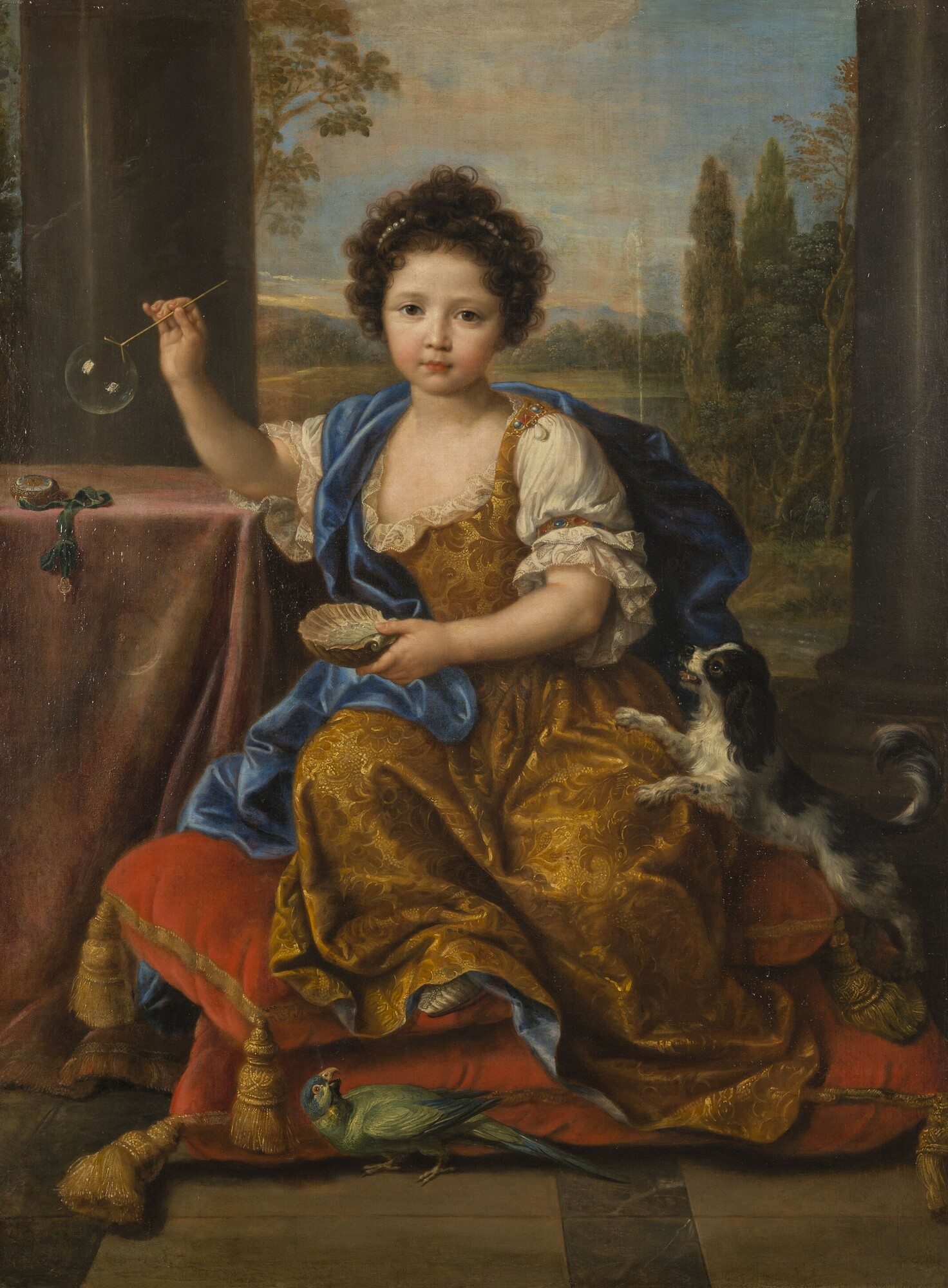
Ragazza che soffia bolle di sapone, Luisa Maria Anna di Borbone.

- Ecce Homo, olio su tela, 138×163,5 cm, (opera ordinata da Madame de Maintenon per la comunità di Saint-Cyr), Museo delle Belle Arti di Rouen.
- La Sacra Famiglia con un'allegoria della Redenzione, olio su tela, 120×100 cm, Museo delle Belle Arti di Rouen[4].
- Madame Deshoulières, olio su tela, 44,5×40 cm, Museo Condé, Chantilly[5].
- Molière, verso il 1658, olio su tela, 55×48,5 cm, Museo Condé, Chantilly[6].
- Il Cardinale Mazarino, 1658-1660, olio su tela, 65×55,5 cm, Museo Condé, Chantilly[7][8].
- La liberazione di Andromeda, 1679, 247×188 cm, Museo del Louvre, Parigi[9].
- Ragazza che soffia bolle di sapone (La Fillette aux bulles de savon)[10], (1681-1682), olio su tela, 132×96 cm, Reggia di Versailles[11]
- Pierre Mignard nel suo atelier, 1690, olio su tela, 235×188 cm, Museo del Louvre, Parigi[12].
- Gesù verso il Calvario, 1684, 198×150 cm, Museo del Louvre, Parigi.
- San Luca che pettina la Vergine, 1695, olio su tela, 123×102,5 cm, Museo Saint-Loup, Troyes[13].
- Louvois, olio su tela, Museo delle Belle Arti di Reims.
- Ritratto di un pittore, olio su tela, 81×66 cm, Museo delle Belle Arti di Digione.
- Venere e Vulcano, olio su tela, 84,5 cm, Museo Henri-Martin, Cahors[14]
- Anna d'Austria ed Enrichetta di Francia, Chiesa di Notre-Dame-de-Bonne-Nouvelle, Parigi
- San Francesco di Sales, Chiesa di Notre-Dame-de-Bonne-Nouvelle, Parigi
- Enrichetta d'Inghilterra e i suoi tre bambini, Chiesa di Notre-Dame-de-Bonne-Nouvelle, Parigi

### All'estero
- Museo dell'Ermitage:
  - Il matrimonio mistico di Santa Caterina (1669), olio su tela, 134×105 cm[15][16].
  - La magnanimità di Alessandro il grande (1670), olio su tela, 298×451 cm[17]
- National Gallery Londra:
  - La Marchesa di Seignelay e due dei suoi figli (1691), olio su tela[18]
- National Gallery of Art Washington
  - Dio padre, olio su tela, 46,5×60,3 cm[19]
- Museo del Prado Madrid :
  - San Giovanni battista (1688), olio su tela, 147×109 cm[20]
  - Filippo di Borbone, duca d'Angiò, futuro Filippo V di Spagna, bambino (1686), olio su tela, 100×81 cm[21]
- Raccolta di Antonio Lucchesi-Palli della galleria di Palazzo Campofranco di Palermo:
  - Presepe, dipinto documentato.[22]